# United Buddy Bears
United Buddy Bears medvedi so mednarodno celostno umetniško delo, ki so ga ustvarili umetniki iz več kot 140 držav. Umetelno izdelani - dva metra visoki - medvedi stojijo drug ob drugem "z roko v roki" in so ambasadorji mirnega sobivanja in sožitja.
Ideja in filozofija projekta United Buddy Bears, katerega namen je povezovanje narodov, nista primerljivi z razstavami živalskih skulptur na javnih krajih, kot jih je mogoče videti v številnih mestih po svetu.
Poslanstvo teh United Buddy Bears medvedov je spodbujati strpnost in razumevanje med narodi, kulturami in religijami. Vsak medved United Buddy Bear predstavlja državo, ki jo priznavajo Združeni narodi, umetnik pa ga je oblikoval v imenu države, iz katere prihaja. Različni slogi mednarodnih umetnikov veselo prehajajo drug v drugega in se združujejo v celostno umetniško delo.
Pobudnika projekta Eva in Klaus Herlitz želita s sloganom "Moramo se bolje spoznati, potem se bomo lahko bolje razumeli, si bolj zaupali in živeli v večjem sožitju" spodbuditi ljudi k razmišljanju o mirnem in svobodnem sožitju med vsemi narodi. Zato vsi medvedi stojijo drug ob drugem "z roko v roki". Pogosto stojijo v velikem krogu, ki ga organizatorji imenujejo tudi "Umetnost strpnosti".
Vrstni red medvedov v krogu se od mesta do mesta spreminja: medvedi stojijo v abecednem vrstnem redu glede na jezik posamezne države gostiteljice.
Od leta 2002 so bili United Buddy Bears medvedi na ogled na 35 razstavah na petih celinah - doslej si jih je ogledalo več kot 45 milijonov obiskovalcev -, med drugim v Berlinu, Hongkongu, Tokiu, Sydneyju, New Delhiju, Jeruzalemu, Kairu, Sankt Peterburgu, Parizu, Istanbulu, Havani, Rio de Janeiru in Buenos Airesu. Od maja do julija 2024 so United Buddy Bears medvedi gostovali na Trgu republike v Ljubljani.
Odprtje razstav je pogosto potekalo pod pokroviteljstvom ambasadorjev UNICEF-a, med katerimi so bili Peter Ustinov, Jackie Chan, Ken Done, Mia Farrow kot tudi župani posameznih mest.
Otvoritvene slovesnosti v Ljubljani so se udeležili predsednica Državnega zbora Republike Slovenije Urška Klakočar Zupančič, nemška veleposlanica v Sloveniji Natalie Kauther in podžupan Mestne občine Ljubljana Rok Žnidaršič.

## Dobrodelnost
Dejavnosti v okviru projekta United Buddy Bears in pomoč otrokom v stiski so postale neločljiva celota. Z donacijami in dražbami United Buddy Bears medvedov je bilo doslej (do maja 2024) zbranih več kot 2,5 milijona evrov za UNICEF in različne lokalne organizacije za pomoč otrokom. 